# Saint-Paul-de-Varax
Saint-Paul-de-Varax là một xã ở tỉnh Ain, vùng Auvergne-Rhône-Alpes thuộc miền đông nước Pháp.